# 越中八尾曳山祭
越中八尾曳山祭（えっちゅうやつおひきやままつり）は、富山県（越中国）富山市八尾地域で毎年5月3日に行われる江戸時代中期より続く八尾八幡社の春季祭礼（神事）である。1993年（平成5年）までは5月5日に行われていた。

## 概要
八尾町市街地の内6町が曳山、1町が獅子（獅子舞）をそれぞれ保有し祭礼を執り行っている。巡行路は東上がりと西上がりがあり毎年交代で曳かれる。各曳山の巡行順は毎年変更（前年の2番山が翌年1番山になる）となり、獅子舞、神輿、曳山の順に巡行する。
上新町（かみしんまち）が1741年（寛保元年）花山車を製作し在原業平の人形と役者を乗せ練り回したのが起源とされ、その後他の町も順次曳山を制作し祭礼に加わり、明治時代中期には6基となり現在に至っている。なお祭礼行事は上新町の過去帳により、寛保元年以前から行われていたことがわかっている。
坂の街の家の軒下には松飾りが挿され、朝方より獅子舞、神輿、そして6基の曳山が曳山囃子を演奏しながら若者達が各町揃いの法被を羽織って厳かに渡御する。日中は曳山から出された綱に子供達も繋がり曳山を引っ張る。夜には提灯山となって夜空をほのかに染めながら夜半まで曳き廻される。曳山囃子には三味線、横笛、太鼓が用いられる。曲は町内毎に十数種類あり、それぞれの場面によって弾き分けられる。
当時の名工が手掛け、改良されていった彫刻、漆工、彫金、金箔などを纏った絢爛豪華な曳山と、曳山内で演奏するお囃子は、良質な蚕種の販売が全国の4分の1のシェアがあったとされる養蚕業（蚕種・絹糸）と、配置薬の包紙などに使用された八尾和紙で豊かな財力を誇り、江戸時代には富山藩の財政の多くを支える「富山藩の御納所（おなんどころ）」と呼ばれ、曳山は裕福な豪商の旦那衆によって造りあげられていったもので、おわら風の盆とともに八尾町民文化の繁栄の証であり誇りとなっている。
日本の道100選に選ばれた諏訪町本通り、東新町の石畳の情緒ある道を曳き廻すほか、辻々の角回しでは、それぞれの街角を曳き手が警護の指図のもと太鼓が打ち鳴らされる中、呼吸を合わせ一気に力ずくで車輪を軋ませ、日中は屋根の四隅に提げられた瓔珞（ようらく）を大きく揺らしながら、夜は提灯を大きく揺らしながら回すが、日中の曳き回しでは東新町（ひがししんまち）の石畳の狭い坂の辻、提灯山となってからは八尾八幡社奉納時の出入りの角回しが一番の見所である。また、曳山の動き出しに合わせ「ほりきの みっつの よーかんぼー」と掛け声を掛けるが、これは仏法の力である「法力」、密教の極意である「密意」、平安末期に実在した僧侶である「永観（ようかん）坊」から来ているのではないかとも言われているが、いわれは諸説あって現在ではよく判っていない。
なお、1872年（明治5年）までは3月16日、1962年（昭和37年）までは4月20日に執り行われていた。
6基の曳山は、1965年（昭和40年）1月1日「八尾町祭礼曳山」として富山県有形民俗文化財に指定されている。また2006年（平成18年）に、「とやまの文化財百選（とやまの祭り百選部門）」に選定され、2011年（平成23年）11月には八尾町曳山保存会が「地域文化功労者文部科学大臣表彰」を受けた。
2020年（令和2年）4月5日、新型コロナウイルス感染症の拡大を受け、関係諸団体はこの年の曳山の巡行などの中止を決定した。社殿での神事等は行われる。

## 獅子舞
獅子頭は井波彫刻の名工が制作した、角が1本ある雄と雌二頭の夫婦獅子で二人獅子である。神輿、曳山を先導し巡行路を清める露払いの役目をしている。2005年（平成17年）には、「とやまの文化財百選（とやまの獅子舞百選部門）」に選定されている。

### 鏡町（かがみまち）
- 起源 1770年（明和7年）
  - 明治時代に入り、それまで獅子舞を受け持っていた諏訪町（すわまち）が新たに曳山を新造し、曳き回しに参加したため、獅子を1880年（明治13年）に同町より譲り受け、獅子舞を引き継ぎ祭礼に参加することとなった。

## 神輿
各町内の町境で、各町内会の氏子並びに自治会長が神輿の受け渡しを行いながら、八尾八幡社の神官と共に氏子町を回る。
- 1813年（文化10年）の作
  - 現在では車輪を付け曳かれているが、昭和40年代までは人が担いでいた。

## 曳山
6基の曳山は高さ約6.8〜7.5m、長さ約2.5m（前後の梶棒間約5.5m）、幅約2.75m（車輪間）、重さ約4t、二層構造屋台形式の彫刻山（棟覆山）で屋根は八ツ棟造り。屋根の四隅には瓔珞（ようらく）が提がっている。上層の漆塗りに彫金が施された4本柱には各町の紋が入った天幕が張られ、中には京都の人形師や富山藩の大仏師などが手掛けた、御神体（人形）が供えられる。また神係と言われる神様のお世話係、曳山大工と言われる組み立ての責任者、柱係と言われる4本柱の管理者、そして子供達が乗り込む。前、左右に御簾が掛けられた下層は他の富山県内の曳山と比べると太く、曳山自体全体的に寸胴に見える。これは中に三味線、横笛、太鼓の囃し方が乗り込み曳山囃子を演奏するための空間を大きく取るためである。
曳山下層後部に飾られた大彫、上層（御神体）後方の見越（けんけし）、2枚ずつ4面に飾られた八枚彫、小脇彫などほぼすべての彫物には、細かい細工に金箔や彩色が施され、漆や彫金も多く用いられており大変煌びやかで絢爛豪華そのものである。車輪は4輪の大八車（外車）様式で、東町と西町は輻車（やぐるま〔スポーク式〕）を模した板車、残る4町は輻車（やぐるま）で、車輪にも漆や彫金などが施されている。安永の曳山車騒動の影響もあり江戸時代までは地車（内車）だった。彫刻はいくつもの部材に分かれており、夜には彫刻をはずし各曳山に約400もの提灯を付けた提灯山となる。現在の絢爛豪華な曳山は慶応から大正時代に掛け、井波の彫刻、高岡の彫金、城端の漆工など、各地の優れた工芸技術をもつ名工によって手掛けられ完成されていった。なお曳山の組み立てには釘は一本も使わず麻縄や楮（こうぞ）の皮を使用して組み立てていく。
また、坂の町を曳き廻すため上層の4本柱が傾きによって歪まないように、斜度がきつい坂を進む場合、4本柱に柱係が助け縄を掛け、坂上の下方から引っ張ることによって保護している。
曳山囃子は1770年代より演奏されており、初期には京都の祇園囃子などが演奏されていたが、のちに浄瑠璃、義太夫、長唄、端唄などを取り入れ、町人たちが芸を磨き、各町が特色のある囃子を完成させていった。

### 上新町（かみしんまち）
- 起源：1741年（寛保元年）
- 御神体：在原業平・共女
- 大彫：「関羽書を読むの図」
- 見越：「武内の宿禰に龍神が乾珠・満珠を奉る図」
  - もとは花山車であったが1778年（安永7年）に屋台山（棟覆山）へ造り変えた。
  - 富山藩主前田家の雛人形であったものを御神体として使用している。この人形は曳山の起源より50年程古い歴史があることが1960年（昭和35年）の調査で判明した。
  - 八枚彫で彫られている「蘭亭の図」は、王羲之が蘭亭に名士を招いて宴を開き蘭亭序を執筆したとされる故事を元とした、「蘭亭曲水図」を題材にしており、富山県の伏木曳山祭の上町曳山と滋賀県や奈良県など、全国の山車（曳山）や神輿に同題材で彫られたものとして5基で確認されているのみである[2]。
  - 屋根の上には翼を広げた金色（こんじき）の大鳳凰が乗せられている。

### 東町（ひがしまち）
- 起源：1742年（寛保2年）
- 御神体：深草少将と小野小町
- 大彫：「虎に乗り指揮する鄭成功」
- 見越：「建礼門」
  - 東町の曳山のみ二重屋根になっており上屋根は扇垂木（放射線状）、下屋根は繁垂木（直線状）になっている。1859年（安政6年）元々ある屋根に上重し現在の形になった。

御所車
祭礼前に山倉または、曳山展示館から公民館（山宿）に、御神体を乗せ移動（お迎え）する「神迎え」の神事で使用される。東町のみが所有するもので、1900年（明治33年）に製作された3輪（前1輪、後2輪）の御所車である。老朽化のため、2021年（令和3年）に初めて改修を行った。

### 西町（にしまち）
- 起源：1746年（延享3年）
- 御神体：恵比須
- 大彫：「鹿に寿老人」
- 見越：「浦島太郎」
  - もとは花山車であったが、他町に先駆けて1771年（明和8年）に屋台山（棟覆山）へ造り変えた。
  - 西町の曳山のみ下高欄付きの二重高欄になっている。そのため他の曳山よりも囃し方が乗り込む下層部が狭い。
  - 御神体の恵比須は城端曳山祭が行われる南砺市城端の西上町より1771年（明和8年）に譲り受けたものである。
  - 屋根の上前後左右には、4尾の金色の鯱が乗せられている。

### 今町（いままち）
- 起源：1775年（安永4年）
- 御神体：菅原道真
- 大彫：「琴高仙人」
- 見越：「周の文王、太公望呂尚迎えの図」
  - 現在の曳山は二代目で、曳山を1862年（文久2年）に新たに造り替えた際、初代曳山を同年、現在の富山市大久保地区に古物商を介して譲り渡した。初代曳山は、現在も高砂山（富山市有形民俗文化財）として「高砂山願念坊祭り」（毎年4月第2日曜日）にて毎年曳き出されている。高砂山は現在の八尾曳山とほぼ同じ二層構造の屋台形式だが、車輪は大八車（外車）様式ではなく地車（内車）で、江戸時代当時の八尾曳山の姿を色濃く残している貴重なものである。
  - 屋根の上前後には、一対の金色の飛龍（雄雌）が乗せられている。

### 諏訪町（すわまち）
- 起源：1869年（明治2年）
- 御神体：神功皇后と武内宿禰・後の応神天皇（武内宿禰が抱いている赤子）
- 大彫：「樊噲鴻門破りの図」
- 見越：「金龍、周の武王を護るの図」
  - 元々は獅子舞を執り行っていたが、曳山を製作したことから、獅子を鏡町に譲り渡した。
  - 大彫は上新町より1874年（明治7年）に譲り受けたものである。
  - 屋根の上前後には、同町の諏訪神社の御神木の大欅の一部で制作された、一対の翼を広げた金色の鳩が乗せられている。

### 下新町（したしんまち）
- 起源：1883年（明治16年）
- 御神体：大黒天
- 大彫：「伯陽」
- 見越：「張良」
  - 現在も提灯山の光源に唯一ローソク（燃えた時に手が届かず、すぐに消火できない一部分は白熱電球）を使用している。白熱電球の光と違いゆらぎのあるほのかな明かりが特徴である。
  - 現在の大黒天は二代目である。元々は御神体として「楠公親子桜井駅決別」の人形を乗せていたが、1924年（大正13年）初代の大黒天に変更、1958年（昭和33年）には現在の大黒天に変更した。
  - 大彫と見越（けんけし）「神武天皇東征の図」は、1914年（大正3年）の大洪水で流されたが、のちに下流の四方（よかた）の浜で地元の漁師に発見された。大彫は彩色し再び曳山に取り付けられ現在も使用、見越は富山市八尾町宮越の本法寺に寄進され衝立に加工されて保存されている。なお2009年（平成21年）より10年間の期限で越中八尾観光会館（曳山展示館）にて一般公開されている。

## 越中八尾観光会館
別名は「曳山展示館」。1984年（昭和59年）12月12日上新町にあった元富山県蚕業試験場跡地に開館（延床面積約421m2）。入館すると右手に曳山展示室があり、1年交代で曳山3基が常設展示されているほか、曳山工芸品や史料、鏡町の獅子頭などが展示されている。ロビーを挟んで左手には最大500人収容の多目的ホールがあり、おわら節関連など、さまざまなイベントに使用されている。
1991年（平成3年）4月6日には、91m2のミニ公園が設置された。
1997年（平成9年）4月2日には、売店を従来の倍の広さに拡張し、店の上部に木を用い、カウンターと共に緩やかなカーブを描き八尾の風をイメージしたものにリニューアルオープンした。
また2004年（平成16年）4月14日に増築された奥の3つの展示室（鉄筋コンクリート造一部木造平屋建て3棟、延床面積 630m2）では、パネルにて各曳山の紹介、曳山の部材の展示ほか、地元八尾出身の版画家・画家、林秋路の紹介と彼によるおわらをテーマとした作品展示、八尾に繁栄をもたらした養蚕業の歴史紹介や養蚕道具などが展示されている。また会館前広場には、おわら中興の祖と呼ばれる川崎順二の銅像（立像）が建つ。富山県博物館協会会員。
- 開館時間 午前9時 - 午後5時 有料
- 休館日 年末年始（12月29日 - 1月3日）

## 主な日程
- 安全祈願祭（4月下旬）[10]

- 調曳き〔ちょうびき・試し曳き〕（5月1日）

午前中に各町、曳山の組立てまたは越中八尾観光会館（曳山展示館）より搬出し、午後より調曳きを行う。調曳きには毎年地元八尾小学校の児童が招かれ、住民らとともに曳山を曳く。
- 本祭（5月3日）

明け方各公民館にて神事を行ったのち御神体を曳山へ移す。早朝、獅子舞、神輿、各曳山が聞名寺（もんみょうじ）の参道に整列し、8時30分に鏡町による獅子舞奉納を行い、9時30分に獅子舞の先導で神輿そして一番山より曳出し氏子町を巡行する。夕方、十三石橋詰に到着すると彫刻などを外し提灯山への変更を行い、19時30分に提灯山は下新町の八尾八幡社へ向け出発し、19時50分頃より八幡社へ順次参納のため境内に入り祝詞を受ける。すべての曳山の神社奉納が終了すると聞名寺横で21時30分頃に手打ち式を行いその後、各曳山は自主運行として自町を曳き回し深夜に終了となる。

## その他
- 5月3日は午前6時より翌日午前0時まで八尾市街地中心部は全面車両通行禁止となる。
- 曳山祭りを執り行う7町は9月1日から9月3日まで行われる越中八尾おわら風の盆11支部の一つでもある。
- 毎年2月に「越中八尾冬浪漫」というイベントが開催されているが、越中八尾観光会館（曳山展示館）ホールでの民謡セッション（有料）にて各町内の曳山・獅子囃子、他地区から招いた民謡、また越中おわら節が披露される。
- 越中おわら節には八尾曳山を題材にした唄がある。